# Aloe belavenokensis
Aloe belavenokensis là một loài thực vật có hoa trong họ Măng tây. Loài này được (Rauh & Gerold) L.E.Newton & G.D.Rowley mô tả khoa học đầu tiên năm 1996.